# Рікардо Буйтраго
Рікардо Буйтраго (ісп. Ricardo Buitrago, нар. 10 березня 1985, Панама) — панамський футболіст, півзахисник клубу «Хуан Ауріч».
Виступав, зокрема, за клуб «Пласа Амадор», а також національну збірну Панами.

## Клубна кар'єра
У дорослому футболі дебютував 2004 року виступами за команду клубу «Пласа Амадор», в якій провів чотири сезони.
Перебуваючи на контракті в клубі «Пласа Амадор», два сезони перебував на правах оренди в колумбійському клубі «Депортес Кіндіо» (2008 - 2010), а також один сезон в іспанському «Ельче». 
З 2013 року знову захищає кольори клубу «Пласа Амадор». 
Протягом 2014 року захищав кольори костариканської команди «Картагінес», а сезон 2014/15 проводить знову в складі свого рідного клубу «Пласа Амадор».
До складу клубу «Хуан Ауріч» приєднався 2015 року. Відтоді встиг відіграти за команду з Чиклайо 50 матчів у національному чемпіонаті.

## Виступи за збірну
2010 року дебютував в офіційних матчах у складі національної збірної Панами. Наразі провів у формі головної команди країни 2 матчі, забивши 3 голи.
У складі збірної був учасником розіграшу Кубка Америки 2016 року в США.